# USS Merrimack (1855)
USS Merrimack (Корабль Соединённых Штатов «Мерримак») — паровой фрегат ВМС Соединённых Штатов Америки. Первый фрегат в серии из шести кораблей, начатой в 1854 году. Как и другие корабли, назван в честь одной из американских рек — Мерримак. Спущен на воду 15 июня 1855 года.
Наиболее известен благодаря тому, что остов его корпуса был поднят после затопления и использован для постройки броненосца «Вирджиния» — корабля Конфедерации южных штатов, участвовавшего в знаменитой битве на рейде Хэмптон-Роудс, случившейся в начале Гражданской войны в США.

## История службы
«Мерримак» был спущен на воду на военно-морской верфи Бостона 15 июня 1855 года. 20 февраля 1856 года фрегат включили в списки флота. Командиром корабля был назначен капитан Гаррет Пендерграст (англ. Garrett J. Pendergrast).
В ходе первого плавания корабль побывал в водах Карибского бассейна и Западной Европы, посетив Саутгемптон, Брест, Лиссабон и Тулон вернулся в Бостон.
22 апреля 1857 года корабль вывели из эксплуатации на время ремонта. 1 сентября 1858 года после окончания ремонта корабль вновь ввели в строй.
17 октября фрегат вышел из Бостона в качестве флагманского корабля Тихоокеанской эскадры Соединённых Штатов. Обогнув мыс Горн, корабль крейсировал у тихоокеанских берегов Южной и Центральной Америк вплоть до 14 ноября 1859 года, после чего направился в Норфолк.
16 февраля 1860 года корабль был выведен в отстой в Норфолке.
Во время кризиса, предшествовавшего инаугурации Линкольна, «Мерримак» всё ещё стоял на приколе. Гидеон Уэллс, ставший Морским министром, начал было готовить корабль к переходу в Филадельфию, однако стремительно развивавшиеся события помешали осуществить этот переход. Военно-морская база в Норфолке вдруг оказалась на территории штата, пожелавшего покинуть Союз. 20 апреля 1861 года федералисты были вынуждены эвакуировать базу в Норфолке, спешно уничтожая всё, что только возможно. Незадолго перед этим конфедераты блокировали фарватер, дабы помешать фрегату уйти. В день эвакуации федералистов «Мерримак» был подожжён и брошен догорать на мелководье.
Конфедерация, отчаянно нуждавшаяся в кораблях, вскоре подняла остов «Мерримака», выгоревшего по ватерлинию, и превратила его в броненосный таран.
Новый корабль, названный CSS Virginia, 17 февраля 1862 года включили в состав флота Конфедерации.
Южане планировали использовать броненосец для снятия морской блокады, наложенной федералистами. Деревянные корабли северян, блокировавшие выход в Чесапикский залив, отрезали от международной торговли крупные города южан Норфолк и Ричмонд. 8 и 9 марта 1862 года на рейде Хэмптон-Роудс разыгралось знаменитое сражение, на второй день которого «Вирджиния» встретилась в бою с федералистским броненосцем «Монитор».